# Liste der Mitglieder der Deutschen Akademie der Naturforscher Leopoldina/1736
Die Liste der Mitglieder der Deutschen Akademie der Naturforscher Leopoldina für 1736 enthält alle Personen, die im Jahr 1736 zum Mitglied ernannt wurden. Insgesamt gab es 14 neu gewählte Mitglieder.

## Mitglieder
| Nr. | Name                          | Beiname          | Geboren       | Aufnahme | Gestorben     | Bild                                                                                      | Datenbank |
| --- | ----------------------------- | ---------------- | ------------- | -------- | ------------- | ----------------------------------------------------------------------------------------- | --------- |
| 453 | Paul Gottlieb Werlhof         | Fabianus         | 24. März 1699 | 12. Jan. | 26. Juli 1767 | Paul Gottlieb Werlhof, Kupferstich nach einem Gemälde von Dominicus van der Smissen, 1740 | 7241      |
| 454 | Georg Gottlob Richter         | Menekrates       | 4. Feb. 1694  | 29. Feb. | 28. Mai 1773  | Georg Gottlob Richter                                                                     | 6203      |
| 455 | János Wallaszkay              | Columbus         | 14. Sep. 1709 | 27. Feb. | 1767          |                                                                                           | 7146      |
| 456 | Daniel Menlös                 | Tarantinus II.   | 27. Nov. 1699 | 1. Mrz.  | 13. Juni 1743 |                                                                                           | 4308      |
| 457 | Karl Hoffmann                 | Dryander II.     | 10. Jan. 1707 | 6. Mrz.  |               |                                                                                           | 3870      |
| 458 | Paul Heinrich Gerhard Möhring | Diokles II.      | 21. Juli 1710 | 3. Mai   | 28. Okt. 1792 | P. H. G. Möhring                                                                          | 5697      |
| 459 | Gottfried Sellius             | Anaxagoras II.   | 1704          | 31. Mai  | 25. Juni 1767 |                                                                                           | 2521      |
| 460 | Johann Jakob von Döbeln       | Demarchus        | 29. März 1674 | 6. Jun.  | 14. Jan. 1743 | Johan Jacob Döbelius                                                                      | 2440      |
| 461 | Johann Christoph Pohl         | Philadelphus II. | 22. Juni 1706 | 8. Jun.  | 26. Aug. 1780 |                                                                                           | 6047      |
| 462 | Johann Bernhard von Fischer   | Olympus II.      | 28. Juli 1685 | 10. Jul. | 8. Juli 1772  |                                                                                           | 2743      |
| 463 | Johann Justus Fick            | Faustinus II.    | 14. Jan. 1698 | 24. Jul. | 1765          |                                                                                           | 2719      |
| 464 | Carl von Linné                | Dioscorides II.  | 23. Mai 1707  | 3. Okt.  | 10. Jan. 1778 | Linnés Bildnis wenige Jahre vor seinem Tod wurde von Alexander Roslin (1775) gemalt.      | 4989      |
| 465 | Johann Jakob Geelhausen       | Glauco II.       | 25. Aug. 1692 | 4. Okt.  | 16. Feb. 1737 |                                                                                           | 2894      |
| 466 | Johann Jakob Fried            | Philomusus I.    | 20. Apr. 1689 | 3. Nov.  | Sep. 1769     |                                                                                           | 2817      |

## Hinweis zu den Lebensdaten
In der Liste sind zunächst die Lebensdaten gemäß Archiv der Leopoldina aufgenommen. Die Lebensdaten im Namensartikel können daher von den Lebensdaten in der Liste abweichen.